# Niño del Kap
Niño del Kap, hijo del Kap, niño del Kep o hijo del Kep, en el Antiguo Egipto, era un título honorífico otorgado a príncipes y princesas, egipcios o extranjeros, criados en la corte real, compartiendo estudios y juegos. El Kap, o 'Casa de los infantes reales', estaba adscrito al harén del faraón.
| A17 | n | R5 · Q3 · O1 |

| A17 | n | R5 · Q3 · O1 |

## Historia
El Kap o Kep fue una prestigiosa institución egipcia, documentada ya desde el Imperio Medio, aunque tuvo su mayor desarrollo durante la dinastía XVIII. Además de a la enseñanza y educación de los príncipes locales, el Kap se promocionó para facilitar la integración de las élites extranjeras con Egipto mediante la convivencia y la formación.
Para el egiptólogo y filólogo francés Emmanuel de Rougé:

“La expresión hijos del Kep sugiere naturalmente la idea de niños o, al menos, de protegidos, acomodados en una casa real o principesca, los hijos de la casa, o pajes.“

En el Imperio Nuevo, este título implicaba un origen de un linaje de altos oficiales o sacerdotes, y no predestinado a una posición de tan alto rango social. Especialmente durante la dinastía XVIII se convirtió en un instrumento político de orden local para contrarrestar el poder del poderoso clero de Amón.

## Educación de los príncipes de sangre real
Todos los príncipes y princesas de sangre real se criaban en un ala del palacio llamada 'Casa de los infantes reales'. Los gobernadores encargados de su educación, reclutados entre los más grandes dignatarios de la corte, ostentaban el título honorífico de “nutridores”. Junto a estos preceptores, ayudados por una cohorte de sirvientes. Las nodrizas reales también jugaron un papel importante, hasta el punto de que los faraones, en algunos casos, no dudaron en construirles suntuosas tumbas. Se les llamaba “gran nodriza”, “la que levanta a los dioses” o, incluso, “nodriza de suave seno”.

## Algunas personalidades que han ostentado este título (excluidas las familias reales)
Algunos hijos de altos dignatarios de la corte tuvieron el privilegio de ser educados con los príncipes herederos. Solo el faraón podía designar quién podía acceder al Kap. A partir de entonces, este hijo “adoptivo” compartía su vida con la de los príncipes de sangre real. 
Algunos bien podían enorgullecerse de haber sido criados entre los niños reales, en la corte del rey, en su gabinete y harén y ser el favorito del rey entre todos.
Entre otros:
- Ptahshepses, sumo sacerdote de Ptah en Menfis, V dinastía, bajo el reinado de Micerino, que en su estela se lee:

"Él fue educado entre los hijos reales, en el palacio del rey, en la Residencia, en el harén regio."

- Dyehutyhotep, nomarca del nomo de Hermópolis Magna del Alto Egipto, dinastía XII, que sirvió bajo Amenemhat II, Sesostris II y Sesostris III.

- Nebamón, escultor, dinastía XVIII, que aunque es un artesano, en su tumba TT181 (tumba de los dos escultores) lleva este título, probablemente por su cercanía con el rey Amenhotep III o Amenhotep IV.[2]

- Maiherpri, noble de origen nubio, Portador del abanico a la derecha del Rey, que en su tumba KV36 ostenta el título, dinastía XVIII, de la época de Tutmosis IV.

- Benia, de origen extranjero, hurrita, Superior de Obras (Construcción) y Superior de los Artesanos del Señor de las Dos Tierras, que lleva el título en su tumba TT343, dinastía XVIII, bajo Hatshepsut y Tutmosis III.